# Red Bank (New Jersey)
Pour les articles homonymes, voir Red Bank.
Red Bank est une localité du comté de Monmouth dans l’État du New Jersey, au sud de New York.

## Démographie
Lors du recensement de 2010, la population était de 12 206 habitants, soit 362 habitants de plus (+3.1%) que les 11 844 du recensement de 2000, alors qu'il y en avait 10 636 en 1990.

## Maires
- Vers 1903 : O. E. Davis
- 1951-1956 : Katharine Elkus White
- 1962-1966 : Benedict R. Nicosia
- 1978-1990 : Michael John Arnone
- Vers 1980 : Daniel Joseph O'Hern (en)
- Vers 2004 : Edward J. McKenna, Jr.
- Jusqu'en 2014 : Pasquale Menna

## Arts et culture

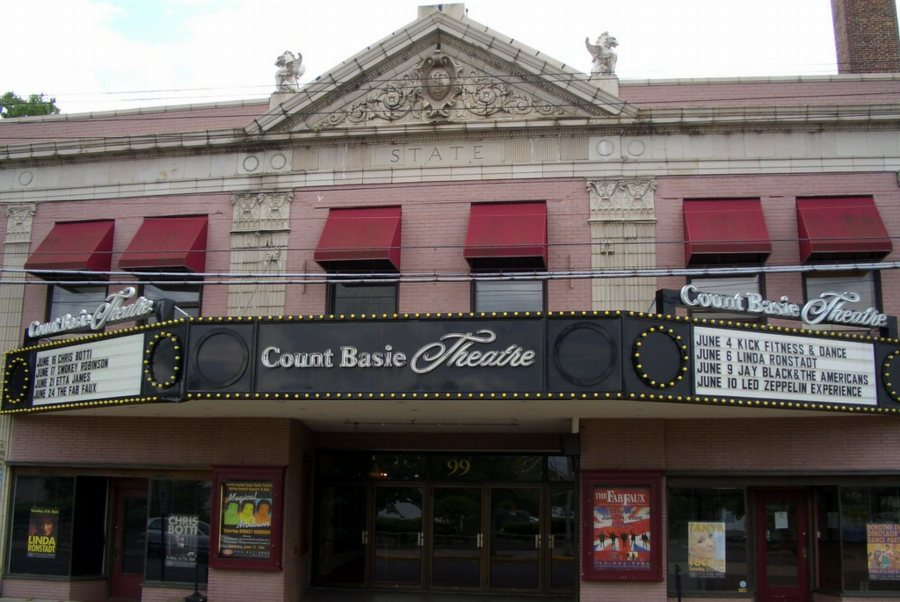
Le Count Basie Theatre de Red Bank

La ville de Red Bank est très marquée par la culture. Elle abrite notamment le Count Basie Theatre (en), ouvert sous le nom Carlton Theater en 1926.

### Cinéma et télévision
La plupart des films de Kevin Smith se déroule à Red Bank (Méprise multiple, Dogma, Jay et Bob contre-attaquent...). Le réalisateur-scénariste, originaire de la ville, a créé l'univers de fiction View Askewniverse qui tourne beaucoup autour de la ville et de l’État du New Jersey. Kevin Smith est également le propriétaire d'une boutique de comics, Jay and Silent Bob's Secret Stash (en). Ce magasin est depuis 2012 le lieu d'une émission de téléréalité intitulée Comic Book Men (en). Kevin Smith et Scott Mosier ont créé la société de production View Askew Productions dont le siège social est situé au 10 Mechanic St. Ste. #120.

## Personnalités notables

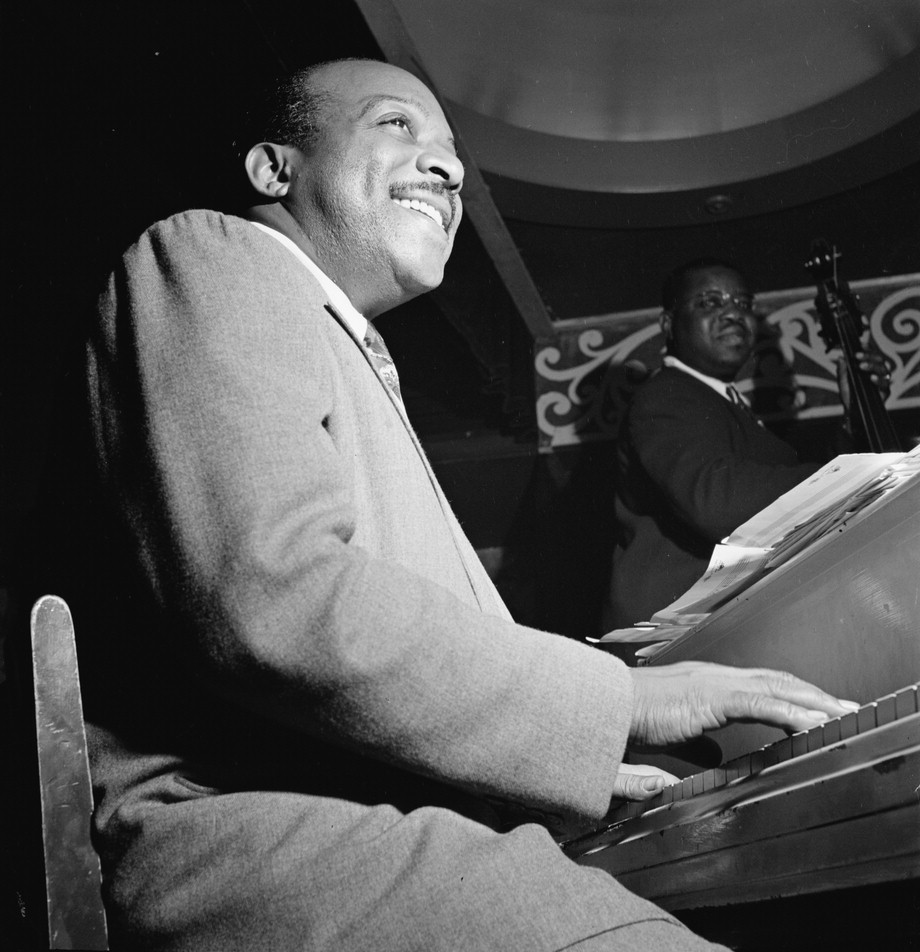
Count Basie est né à Red Bank.

N.B. : les personnalités citées ci-dessous ne sont pas toutes nées à Red Bank.
- Sebastian Bach (1968-), chanteur de metal
- Count Basie (1904-1984), pianiste de jazz
- Brian Fallon (1980-), musicien
- Laurana Mae (1983-), autrice-compositrice-interprète
- Frederik Pohl (1919-2013), auteur de science-fiction
- Lori Rom (1975-), actrice
- David Sancious (1953-), musicien et producteur
- Natalie Schafer (1900-1991), actrice
- Kevin Smith (1970-), réalisateur et scénariste de films
- Edmund Wilson (1895-1972), écrivain, journaliste, romancier, dramaturge et critique littéraire
- Alexander Woollcott (1887-1943), critique et homme de radio
- David Wojnarowicz (1954-1992), peintre, photographe, écrivain, réalisateur de films, performeur et militant homosexuel